# 鬱金香時期
鬱金香時期（1718年7月21日 - 1730年9月28日）這段鄂圖曼帝國歷史始於1718年7月21日帕萨罗维茨条约的簽訂，直到1730年9月28日帕特羅納·哈利勒所領導的叛亂中結束。這段時期相對的和平，鄂圖曼帝國開始定位自己為歐洲的一部分。
鬱金香時期之名源自鄂圖曼宮廷與社會對鬱金香的熱潮 。鬱金香時期凸顯出近世消費文化所帶來的衝突，是一種物質慾望的象徵。在這段期間，鄂圖曼帝國的精英階層和上流社會極其喜愛鬱金香，在各種場合皆有鬱金香的影子出現。

## 興起和發展

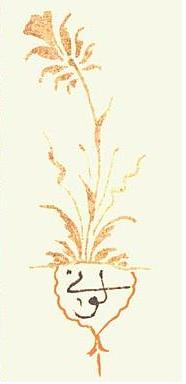
阿卜杜勒切里·李尼繪製的鬱金香，1720年

在蘇丹艾哈邁德三世的女婿兼大維齊爾內夫謝希爾勒·德馬特·易卜拉欣帕夏的領導下，鄂圖曼帝國在此期間著手製定新的政策與計劃，其中包括於1720年代建立了第一台奥斯曼土耳其语的印刷机 ，進而促進了工商業的發展。
內夫謝希爾勒重視改善帝國的貿易關係與增加商業收入，使這段時間的鄂圖曼宮廷風格偏向建設花園與公共建築。內夫謝希爾勒本人非常喜歡鬱金香球莖，伊斯坦堡的上流階層們紛紛仿效大維齊爾的品味，他們開始珍視顏色種類繁多的鬱金香，並慶祝鬱金香盛開的季節。
鄂圖曼的服装及商品文化皆融入了他們對鬱金香的熱情。在伊斯坦堡，人們可以從花卉市場找到各種鬱金香，包括用絲綢繡成的鬱金香造型織品。鬱金香球莖更是隨處可見；它在貴族階級間的需求不斷增加，無論是在家中或是花園裡皆有鬱金香的蹤跡。
鬱金香是具有神秘魅力的象徵，從鄂圖曼帝國宮殿到他們的服飾都有鬱金香的存在，它支撐著鄂圖曼帝國社會及歷史的回憶。鬱金香被視為富人與精英階層的浪漫紀念標誌，同時也代表著專制統治的脆弱。

## 文化

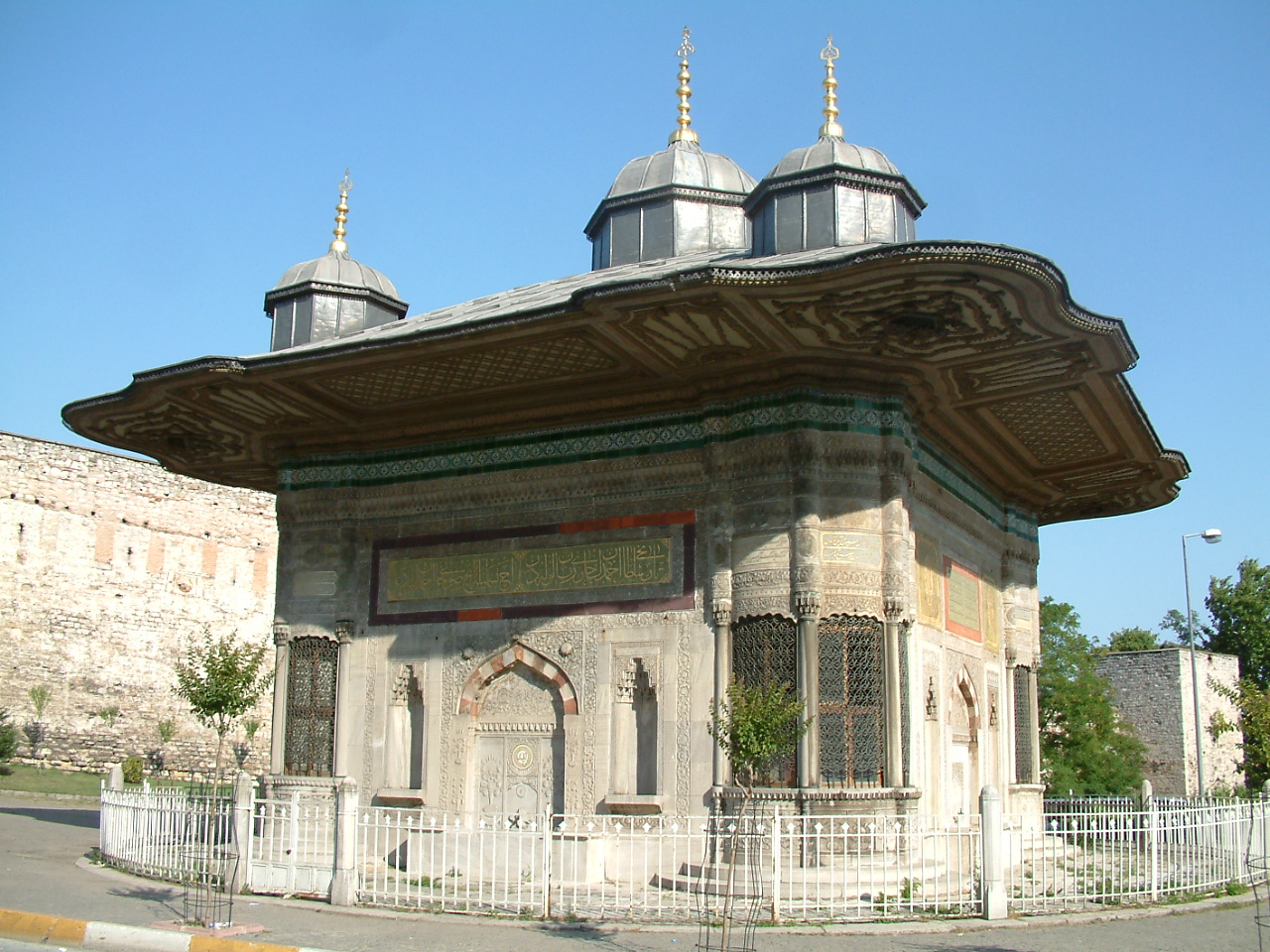
艾哈邁德三世噴泉

鬱金香時期的藝術、文化和建築蓬勃發展。受到歐洲巴洛克艺术浪潮的影響，這時期的建築與裝飾風格變得華麗精緻。最具代表性的建築是伊斯坦堡托卡比皇宮前的艾哈邁德三世噴泉，它的建築特色融合了古典伊斯蘭元素和巴洛克式的歐洲風格，使其成為18世紀鄂圖曼帝國代表性的傑出作品。
鬱金香也在詩歌和繪畫中受到讚美與頌揚。直到現代的土耳其，鬱金香依然被認為是完美無瑕的美麗代表。在今日土耳其航空公司的飛機上，仍使用鬱金香圖案來裝飾機身。

## 相關人物
- 內夫謝希爾勒·德馬特·易卜拉欣帕夏（英语：Nevşehirli Damat Ibrahim Pasha）；1718年到1730年間擔任帝國的大維齊爾，在他的倡導下帝國邁入鬱金香時期。
- 海軍上將穆斯塔法帕夏（Grand Admiral Mustafa Pasa）；他因為研發出44樣新的鬱金香品種而聞名[3]。
- 易卜拉欣·穆提費里卡；他成立了鄂圖曼帝國第一家印刷出版社。
- 奈迪姆（英语：Nedîm）；著名的鄂圖曼詩人，其詩作突破過往傳統的詩歌風格。
- 阿卜杜勒切里·李尼（英语：Abdulcelil Levni）；一位傑出的鄂圖曼細密畫畫家，日後成為鄂圖曼帝國的宮廷畫師[3]。

## 影響
鬱金香在17世紀的最後幾十年裡的價格飛漲，並於1726年 - 1727年間達到頂峰。這反映出對稀有球莖價值的通膨以及貴族們的宮殿與花園對鮮花的需求不斷增加，這導致伊斯坦堡的官員們不得不介入鬱金香市場，並訂立統一的鮮花價格。

## 外部連結
- Tulip Era Architecture – Fountain of Ahmed III